# Franz Boll (historiador)
Franz Christian Boll (Neubrandenburg, 17 de octubre de 1805 – ibídem, 20 de marzo de 1875) fue un teólogo e historiador alemán. Era padre del fisiólogo Franz Christian Boll (1849-1879) y hermano del naturalista Ernst Boll (1817-1868), con quien colaboró a lo largo de su carrera.
Estudió teología en Halle, Berlín y Rostock, y en 1835 regresó a Neubrandenburg para ejercer de pastor y maestro de escuela. En 1866 fue nombrado preboste del Sínodo de Neubrandenburg.
En su faceta de historiador, Boll estudió principalmente la historia de la región alemana de Mecklemburgo. Para ello investigó la información documental conservada en diversas ciudades e iglesias, y estudió en profundidad la historia de Neubrandenburg y del monasterio de Broda. Su obra en dos volúmenes Geschichte der Lande Stargard bis 1470 era un relato histórico de Mecklemburgo-Stargard anterior al año 1470. Boll también realizó investigaciones arqueológicas en la región de Mecklemburgo y, colaboró con su hermano en la obra Die Geschichte Mecklenburgs, mit besonderer Berücksichtigung der Culturgeschichte, un tratado en dos volúmenes que versaba sobre la historia de Mecklemburgo y que prestaba una especial atención a su historia cultural.
Boll participó activamente en la Neubrandenburger Reformbewegung, una confederación que formó parte del movimiento reformista de 1848. En el transcurso de su carrera entabló amistad con el novelista Fritz Reuter (1810-1874).

## Obras
- Geschichte des Landes Stargard bis 1470, dos volúmenes. 1846
- Die Geschichte Mecklenburgs, mit besonderer Berücksichtigung der Culturgeschichte. 1855–1856, dos volúmenes (autor principal: Ernst Boll).
- Chronik der Vorderstadt Neubrandenburg. 1875
- "Freut euch, ihr Mecklenburger!" – Mecklenburg im Jahre 1848. Manuscrito conservado, publicado por primera vez en 1998.